# جيمي بويل (نحات)
جيمي بويل (بالإنجليزية: Jimmy Boyle)‏ هو نحات بريطاني، ولد في 17 مايو 1944.